# トヨタアート
有限会社トヨタアート（英:TOYOTA ART Co. Ltd.）は、東京都世田谷区太子堂に本社を置く、林家木久扇、林家木久蔵親子と林家きく姫が所属する芸能事務所。
木久扇が本名の豊田洋名義で代表取締役社長を務める。

## 概要
社名は木久扇の本名からとったもので、トヨタ自動車（TOYOTA）を中心とするトヨタグループとは人的・資本的に一切関係はない。

## 所属タレント
- 林家木久扇
- 林家きく姫
- 二代目林家木久蔵

## 過去の所属タレント
2021年5月の公式ウェブサイト更新後、以下の落語家は名前が削除された。
- 林家彦いち
- 林家久蔵
- 林家きく麿
- 林家ひろ木
- 林家木りん（現・林家希林）
- 林家けい木　（現・林家木久彦）
- 林家扇兵衛 ※トヨタアートの公式サイトに名前がないが、本人の公式ブログには所属と記載されている[1]。

など

## その他
- 元は木久扇の弟弟子でもあった林家時蔵は、柳朝一門から移籍してきた預かり弟子で、当初からトヨタアートに所属していない。
- 彦いちはオフィス・トゥー・ワンに所属。
- 木りんはワタナベエンターテインメントにも所属していたが、現在はTCP Artistの業務提携扱い。
- 林家扇、林家木はちは当初からトヨタアートに所属していない。
- 木久扇一門では、弟子入り後にラーメンの販売やいやんばか〜んダンスを行う（時蔵は預かり弟子のため免除されている）。
- 木久扇の改名案を笑点で公募した際、林家たい平から「林家 トヨタアートでいいじゃないですか」といわれていたが、この案は、無論、当社の商号に由来する。